# Lo-Lang
Lo-Lang è un sito archeologico in Corea del Nord.

## Storia
Si ritrova vicino all'attuale città di Pyongyang, del Lo-Lang si hanno notizie già dal 108 a.C. quando era un posto militare cinese. Oggi è sede di importanti scavi archeologici dove sono stati ritrovate delle tombe riempite con oggetti di arte della Dinastia Han.